# Uruana
Uruana est une commune de l'état brésilien de Goiás. Elle fut fondée en 1937. Sa population était de 13 826 habitants en 2013.
Uruana est la capitale brésilienne de la pastèque.